# Paulo Filipe Monteiro
Paulo Filipe Gouveia Monteiro (* 6. Dezember 1965 in Coimbra) ist ein portugiesischer Schauspieler, Regisseur, Drehbuchautor und Hochschullehrer. Als Schauspieler wird er häufig nur als Paulo Filipe aufgeführt, als Regisseur meist als Paulo Filipe Monteiro.

## Leben
Er wuchs in seiner Heimatstadt Coimbra auf und besuchte nach der Grundschule das Lyzeum Liçeu José Falcão. Zum Ende seiner Schulzeit kam er mit dem Theater in Berührung und entwickelte ein starkes Interesse. Noch als Abiturient schrieb er sich am Theater der Studenten der Universität Coimbra ein, absolvierte dort eine Schauspielausbildung und trat erstmals als Schauspieler auf, 1978 in einer Inszenierung von Adolfo Gutkin.
Nach dem Abitur (mit der Note 19 von 20) ging er nach Lissabon, um am ISCTE – Instituto Universitário de Lisboa Soziologie zu studieren. 1980 gründete er dort die Theatergruppe Íbis, die 1981 mit dem von Monteiro geschriebenen und inszenierten Stück Drama em Gente: exposição teatral sobre Fernando Pessoa den Preis der portugiesischen Theaterkritik für die beste Neuentdeckung gewann. Monteiro trat hier auch selbst auf und spielte seither regelmäßig Theater und inszenierte oder assistierte bei Inszenierungen bei einer Vielzahl von Produktionen in Lissabon, Oeiras und Coimbra.
Nach dem Studienabschluss im Juli 1983 (Note 18 von 20) lehrte er als Assistent am ISCTE. 1988 wechselte er zur sozialwissenschaftlichen Fakultät der Universidade Nova de Lisboa, wo er 1995 mit einer Arbeit über die Drehbücher der portugiesischen Spielfilme 1961 bis 1990 promovierte. Dort lehrt er seither auch.
Seit den 1980er Jahren trat er verstärkt auch in Fernsehproduktionen auf. Später begann er verstärkt, auch Drehbücher zu schreiben. Erste Aufmerksamkeit erweckte er 1993 mit seinem Drehbuch für den Mehrteiler A Viúva do Enforcado, einer Verfilmung von Camilo Castelo Brancos Roman für den portugiesischen Fernsehsender SIC. Zudem schreibt er für französische Fernsehproduktionen in Portugal und trat danach auch immer wieder in französischen Filmen und Fernsehserien auf.
Im Rahmen seiner wissenschaftlichen Arbeit, aber auch als Drehbuchautor und Schauspieler hielt Monteiro eine Vielzahl Vorträge und war an einer Reihe von Projekten an verschiedenen Hochschulen und Institutionen im In- und Ausland beteiligt und schrieb eine Reihe wissenschaftlicher Arbeiten dazu.
Seinen ersten abendfüllenden Spielfilm als Regisseur drehte er 2019. Der prämierte Film Zeus ist ein Biopic über den Schriftsteller Manuel Teixeira Gomes, der 1923 Staatspräsident Portugals wurde und 1925 sein Amt und sein bisheriges Leben aufgab, um für immer nach Algerien zu ziehen.

## Filmografie

### Schauspieler (Auswahl)
| - 2020: O Ano da Morte de Ricardo Reis, R: João Botelho - 2015: Santa Bárbara (Telenovela) - 2014: Os Maias: Cenas da Vida Romântica, R: João Botelho (2015 auch TV-Mehrteiler) - 2013–2014: Sol de Inverno (Telenovela) - 2012: A Princesa, R: Hugo de Sousa (Fernsehfilm) - 2010: Filme do Desassossego, R: João Botelho - 2008–2009: Morangos com Açúcar (6. Staffel der Fernsehserie) - 2008: A Corte do Norte, R: João Botelho - 2007: Corrupção, R: João Botelho - 2007: Nome de Código: Sintra (Fernsehserie) - 2006–2007: Doce Fugitiva (Fernsehserie) - 2006: Pele, R: Fernando Vendrell - 2006: Bocage (TV-Mehrteiler) - 2005: Fin de curso, R: Miguel Martí | - 2005: Até Amanhã, Camaradas, R: Joaquim Leitão (TV-Mehrteiler) - 2004: A Ferreirinha , R: Jorge Paixão da Costa (TV-Mehrteiler) - 2004: Trop jeune pour moi?, R: Patrick Volson - 2004: Julie – Agentin des Königs, R: Charlotte Brändström (Fernsehfilm) - 2003: Demain nous appartient, R: Patrick Poubel (Fernsehfilm) - 2002: Ruy Blas, R: Jacques Weber (Fernsehfilm) - 1995: Antártida, R: Manuel Huerga - 1995: Les femmes et les enfants d'abord, R: Sandra Joxe (Fernsehfilm) - 1994: Passagem por Lisboa, R: Eduardo Geada - 1990: O Processo do Rei, R: João Mário Grilo - 1987: Cobardias, R: Herlander Peyroteo (Fernsehserie) - 1985: L'abbé Faria, R: Régis Forissier (Fernsehfilm) - 1985: Miguel Bombarda (Sprecher, Fernsehfilm) - 1984: Mátria, R: Dórdio Guimarães (Fernsehfilm) |

| - 2020: Pas de Quoi (Kurzfilm, auch Regie und Produzent) - 2016: Zeus (auch Regie) - 2010: Amor Cego (Kurzfilm, auch Regie) - 2009: Os Sorrisos do Destino, R: Fernando Lopes - 2001: Abaixo da Cintura (Fernsehfilm) - 2001: A Hora da Morte, R: José Nascimento (Fernsehfilm) - 2001: As Contas do Morto, R: Rita Nunes (Fernsehfilm) - 2000: 451 Forte, R: João Mário Grilo - 1998: E Depois de Abril..., R: Jorge Paixão da Costa - 1998: Longe da Vista, R: João Mário Grilo - 1996: Os Olhos da Ásia, R: João Mário Grilo - 1993: O Fim do Mundo, R: João Mário Grilo - 1993: A Viúva do Enforcado (TV-Mehrteiler) | - 2020: Pas de Quoi (Kurzfilm, auch Drehbuch und Produzent) - 2016: Zeus (auch Drehbuch) - 2010: Amor Cego (Kurzfilm, auch Drehbuch) |

## Auszeichnungen (Auswahl)
- 2017: Portugiesischer Filmpreis CinEuphoria für Zeus
- 2018: Portugiesischer Filmpreis Prémios Aquila für Zeus
- 2016: Schauspielpreis beim Mumbai International Film Festival (Indien)
- 2016: Schauspielpreis beim portugiesischen Filmfestival Caminhos do Cinema Português[3][4]